# 全联盟共产党（布尔什维克）第十五次代表大会

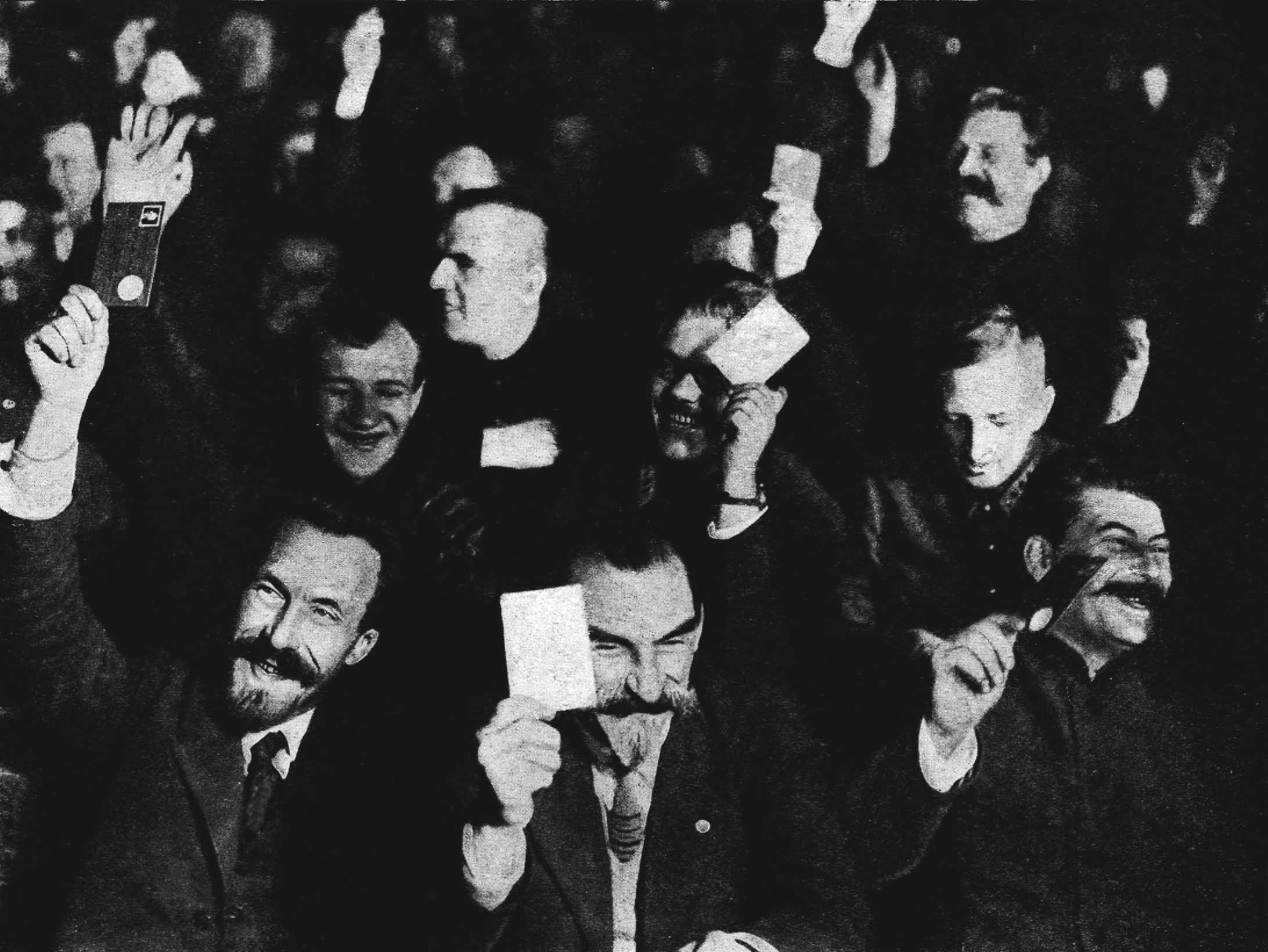
部分代表

全联盟共产党（布尔什维克）第十五次代表大会（俄语：Пятнадцатый съезд Всесоюзной коммунистической партии (большевиков)），简称联共（布）十五大（XV съезд ВКП(б)），于1927年12月在苏联召开，此次会议通过了制定第一个五年计划的决议，通过实行农业集体化的方针，托洛茨基、格里戈里·叶夫谢耶维奇·季诺维也夫及其支持者被否定 。

## 参考文献

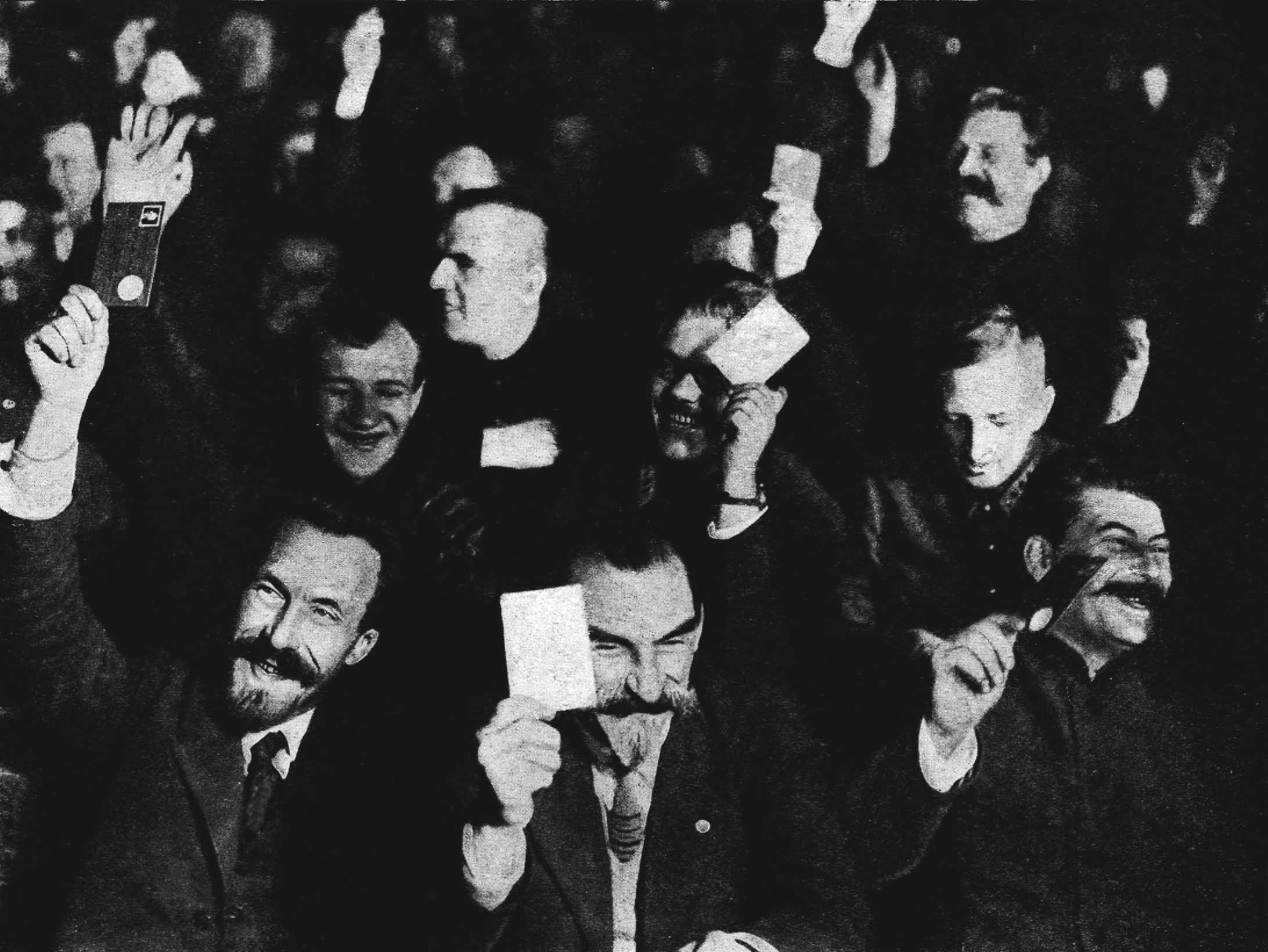
第一排左起:李可夫、米科拉、斯大林